# Équipe du Ghana masculine de handball
L'équipe du Ghana de handball masculin est la sélection nationale représentant le Ghana dans les compétitions internationales de handball masculin.
Aux Jeux africains, les Ghanéens sont médaillés de bronze en 1999.